# Taekwondo vid europeiska spelen
Taekwondo vid europeiska spelen är taekwondotävlingar som ingick i de europeiska spelen. Taekwondo var en av de 20 sporter som fanns med vid de första europeiska spelen 2015.
Taekwondo fanns inte med på programmet under andra upplagan 2019. Vid tredje upplagan 2023 var taekwondo tillbaka och antalet grenar utökade från åtta till 16.

## Grenar
Programmet för taekwondo i europeiska spelen var likadant som under olympiska sommarspelen. 
|           |  |   |   |    |  |  |  |  |  |  |  |  |  |  |  |  |  |  |  |  |  |  |  |  |  |  |
| Taekwondo |  | 8 | - | 16 |  |  |  |  |  |  |  |  |  |  |  |  |  |  |  |  |  |  |  |  |  |  |

## Medaljörer

### 2015
Se även Taekwondo vid europeiska spelen 2015.
Herrar
| Gren    | Guld                   | Silver                      | Brons                                                |
| 58 kg   | Rui Bragança (POR)     | Jesús Tortosa Cabrera (ESP) | Si Mohamed Ketb (BEL) · Levent Tuncat (GER)          |
| 68 kg   | Aykhan Taghizade (AZE) | Karol Robak (POL)           | Alexey Denisenko (RUS) · Joel Gonzalez Bonilla (ESP) |
| 80 kg   | Milad Beigi (AZE)      | Albert Gaun (RUS)           | Lutalo Muhammad (GBR) · Júlio Ferreira (POR)         |
| + 80 kg | Radik Isajev (AZE)     | Vladislav Larin (RUS)       | Vedran Golec (CRO) · Daniel Ros Gomez (POR)          |

Damer
| Gren    | Guld                         | Silver                  | Brons                                            |
| 49 kg   | Charlie Maddock (GBR)        | Tijana Bogdanović (SRB) | Patimat Abakarova (AZE) · Lucija Zaninović (CRO) |
| 57 kg   | Jade Jones (GBR)             | Ana Zaninovic (CRO)     | Eva Calvo Gomez (ESP) · Nikita Glasnović (SWE)   |
| 67 kg   | Anastasia Barysjnikova (RUS) | Farida Azizova (AZE)    | Elin Johansson (SWE) · Nur Tatar (TUR)           |
| + 67 kg | Gwladys Epangue (FRA)        | Milica Mandić (SRB)     | Iva Radoš (CRO) · Olga Ivanova (RUS)             |

### 2023
Se även Taekwondo vid europeiska spelen 2023.
Herrar
| Gren               | Guld                       | Silver                  | Brons                                                 |
| 54 kg Detaljer...  | Hugo Arillo (ESP)          | Säyyad Dadaşov (AZE)    | Konstantinos Dimitropoulos (GRE) · Andrea Conti (ITA) |
| 58 kg Detaljer...  | Adrián Vicente (ESP)       | Jack Woolley (IRL)      | Qaşim Maqomedov (AZE) · Cyrian Ravet (FRA)            |
| 63 kg Detaljer...  | Dennis Baretta (ITA)       | Lovre Brečić (CRO)      | Joan Jorquera (ESP) · Souleyman Alaphilippe (FRA)     |
| 68 kg Detaljer...  | Javier Pérez (ESP)         | Bradly Sinden (GBR)     | Otto Jørgensen (DEN) · Konstantinos Chamalidis (GRE)  |
| 74 kg Detaljer...  | Zurab Kintsurasjvili (GEO) | Nedžad Husić (BIH)      | Stefan Takov (SRB) · Daniel Quesada (ESP)             |
| 80 kg Detaljer...  | Edi Hrnic (DEN)            | Richard Ordemann (NOR)  | Apostolos Telikostoglou (GRE) · Hüseyin Kartal (TUR)  |
| 87 kg Detaljer...  | Ivan Šapina (CRO)          | Patrik Divković (SLO)   | Raúl Martínez (ESP) · Kelen Bailey (HUN)              |
| +87 kg Detaljer... | Caden Cunningham (GBR)     | Dejan Georgievski (MKD) | Emre Kutalmış Ateşli (TUR) · Paško Božić (CRO)        |

Damer
| Gren               | Guld                        | Silver                     | Brons                                            |
| 46 kg Detaljer...  | Lena Stojković (CRO)        | Sofia Zampetti (ITA)       | Kyriaki Kouttouki (CYP) · Süheda Nur Çelik (GER) |
| 49 kg Detaljer...  | Adriana Cerezo (ESP)        | Merve Dinçel (TUR)         | Maddison Moore (GBR) · Supharada Kisskalt (GER)  |
| 53 kg Detaljer...  | Ivana Duvančić (CRO)        | Alma Pérez (ESP)           | Luca Patakfalvy (HUN) · Dominika Hronová (CZE)   |
| 57 kg Detaljer...  | Jade Jones (GBR)            | Luana Márton (HUN)         | Kristina Tomić (CRO) · Hatice Kübra İlgün (TUR)  |
| 62 kg Detaljer...  | Sarah Chaâri (BEL)          | Petra Štolbová (CZE)       | Aaliyah Powell (GBR) · Jolanta Tarvida (LVA)     |
| 67 kg Detaljer...  | Aleksandra Perišić (SRB)    | Cecilia Castro (ESP)       | Natalia D'Angelo (ITA) · Magda Wiet-Hénin (FRA)  |
| 73 kg Detaljer...  | Sude Yaren Uzunçavdar (TUR) | Nadica Božanić (SRB)       | Nika Klepac (CRO) · Althéa Laurin (FRA)          |
| +73 kg Detaljer... | Nafia Kuş (TUR)             | Aleksandra Kowalczuk (POL) | Solène Avoulète (FRA) · Kalina Bojadzjieva (BUL) |